# هيلين في بافاريا
الدوقة هيلين أميرة ثورن وتكسيس الوراثية (بالألمانية: Helene in Bayern )‏ (و. 1834 – 1890 م) هي أرستقراطية ألمانية، ولدت في ميونخ، توفيت في ريغنسبورغ، عن عمر يناهز 56 عاماً، بسبب سرطان المعدة.